# Dundee (Oregon)
Dundee é uma cidade localizada no estado norte-americano de Oregon, no Condado de Yamhill.

## Demografia
Segundo o censo norte-americano de 2000, a sua população era de 2598 habitantes.
Em 2006, foi estimada uma população de 3050, um aumento de 452 (17.4%).

## Geografia
De acordo com o United States Census Bureau tem uma área de
3,6 km², dos quais 3,5 km² cobertos por terra e 0,1 km² cobertos por água. Dundee localiza-se a aproximadamente 87 m acima do nível do mar.

## Localidades na vizinhança
O diagrama seguinte representa as localidades num raio de 16 km ao redor de Dundee.